# Liga Comunista Internacionalista (Portugal)
A Liga Comunista Internacionalista (LCI) foi um partido português fundado em 1973. Considera-se como secção portuguesa da IV Internacional, de cariz trotskista.

Foi fundada em dezembro de 1973, tendo como primeiro líder João Cabral Fernandes. Em 1978 fundiu-se com o Partido Revolucionário dos Trabalhadores (PRT), dando origem ao Partido Socialista Revolucionário (PSR), actualmente extinto após integração no Bloco de Esquerda.

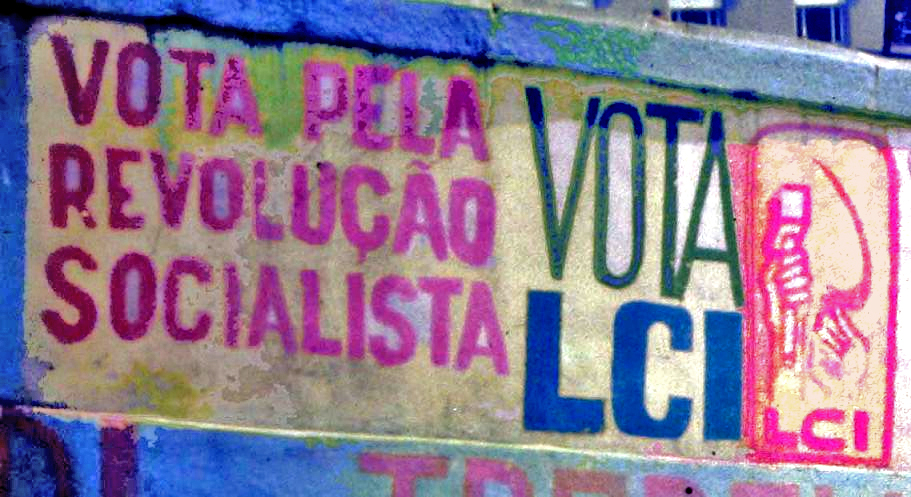
Mural de promoção da LCI.

| 1975 | LCI | Assembleia Constituinte        | 10 835 | 0,19% | 13.º | - |
| 1976 | LCI | Legislativas                   | 16 269 | 0,30% | 11.º | - |
| 1976 | LCI | Autárquicas (Câmara Municipal) | 3 464  | 0,08% | 9.º  | - |